# مؤسسة القدرات في اسكتلندا
مؤسسة القدرات في اسكتلندا (حرفيًا كابابيليتي اسكتلندا) هي مؤسسة خيرية اسكتلندية تأسست عام 1964. مقرها إدنبرة، ولها عمليات في جميع أنحاء اسكتلندا، وتقدم الرعاية والدعم والتعليم للأشخاص ذوي الإعاقة. وتقدم المؤسسة الخيرية دور رعاية سكنية، ورعاية منزلية، ودعمًا سكنيًا، وتعليمًا متخصصًا من خلال مدرستين.

## تاريخ
تأسست منظمة "كابابيليتي اسكتلندا" في 31 أكتوبر/تشرين الأول 1946 على يد مجموعة من الآباء والمتخصصين في الرعاية الصحية. وكان هدفها الأساسي دعم الأطفال المصابين بالشلل الدماغي.
تم افتتاح أول مدرسة في كورستورفين، إدنبرة، في عام 1948. وفي أوائل الستينيات، بدأت الجمعية الخيرية في تنظيم فرص العمل للأشخاص ذوي الإعاقة، وفي عام 1973 تم إنشاء أول دار سكنية للبالغين.
في حين تم إغلاق مدرسة ويستيرليا التي يقع مقرها في إدنبرة في عام 2016، تدير قدرة اسكتلندا مدرستين أخريين للتعليم المتخصص؛ منزل ستانمور في لانارك ومدرسة كورسفورد في كيلبارشان.
تم إنشاء مشروع جديد في عام 2021 لبناء دار رعاية سكنية جديدة في تطوير مجتمعي جديد في بيرث يسمى حديقة بيرثا. تهدف الجمعية الخيرية إلى إكمال هذا بحلول عام 2026.